# Огайо (округ, Західна Вірджинія)
Шаблон:StateAbbr_ 40°06′ пн. ш. 80°37′ зх. д. / 40.1° пн. ш. 80.62° зх. д.
Округ  Огайо (англ. Ohio County) — округ (графство) у штаті  Західна Вірджинія, США. Ідентифікатор округу 54069.

## Історія
Округ утворений в 1776 році з району Вест Огаста, Вірджинія.

## Демографія
За даними перепису 2000 року загальне населення округу становило 47427 осіб, зокрема міського населення було 37799, а сільського — 9628. Серед мешканців округу чоловіків було 22177, а жінок — 25250. В окрузі було 19733 домогосподарства, 12147 родин, які мешкали в 22166 будинках. Середній розмір родини становив 2,91.
Віковий розподіл населення поданий у таблиці:
| Стать    | До 15 років | 15-21 | 22-29 | 30-39 | 40-49 | 50-65 | 65-85 | Понад 85 |
| -------- | ----------- | ----- | ----- | ----- | ----- | ----- | ----- | -------- |
| Чоловіки | 4183        | 2486  | 2018  | 2714  | 3653  | 3749  | 3090  | 284      |
| Жінки    | 4044        | 2664  | 2131  | 3038  | 3813  | 4034  | 4702  | 824      |

## Суміжні округи
- Брук — північ
- Вашингтон, Пенсільванія — схід
- Маршалл — південь
- Бельмонт, Огайо — захід
- Джефферсон, Огайо — північний захід

## Виноски
1. ↑  Archived copy. Архів оригіналу за 23 вересня 2001. Процитовано 23 липня 2013.{{cite web}}:  Обслуговування CS1: Сторінки з текстом «archived copy» як значення параметру title (посилання)
2. ↑  U.S. Decennial Census. United States Census Bureau. Архів оригіналу за 26 квітня 2015. Процитовано 11 січня 2014.
3. ↑  Historical Census Browser. University of Virginia Library. Архів оригіналу за 11 серпня 2012. Процитовано 11 січня 2014.
4. ↑  Population of Counties by Decennial Census: 1900 to 1990. United States Census Bureau. Процитовано 11 січня 2014.
5. ↑  Census 2000 PHC-T-4. Ranking Tables for Counties: 1990 and 2000 (PDF). United States Census Bureau. Процитовано 11 січня 2014.
6. ↑  State & County QuickFacts. United States Census Bureau. Архів оригіналу за 7 червня 2011. Процитовано 11 січня 2014.(англ.) Наведено за англійською вікіпедією.
7. ↑  American FactFinder. Бюро перепису населення США. Архів оригіналу за 26 лютого 2012. Процитовано 31 січня 2008.

| США | Це незавершена стаття з географії США. Ви можете допомогти проєкту, виправивши або дописавши її. |